# St. Moritz (Speyer)
Die Kirche St. Moritz in Speyer war eine gotische Pfarreikirche, die auf dem heutigen Königplatz im Zentrum der Altstadt von Speyer stand. Sie galt damals als die bedeutendste gotische Kirche in der Vorderpfalz.

## Geschichte
Die Kirche St. Moritz wurde im 11. Jahrhundert als Hauptpfarrei der Bürgerstadt gegründet. Moderne Forschungen gehen von einer Gründung der Kirche im ausgehenden 9. oder 10. Jahrhundert aus. Im 13. Jahrhundert wurde die Kirche im spätromanischen Stil neu erbaut. Die Kirche besaß einen spitzhelmigen Westturm von 60 Meter Höhe und war ca. 40 Meter lang, 25 Meter breit und bis zum Dach etwa 20 m hoch. Im 15. Jahrhundert, zwischen 1422 und 1468, wurde das vor den Mauern der Stadt auf dem Germansberg befindliche Stift St. German zur St. Moritz-Kirche verlegt und fortan als Stift St. German und Moritz oder St. Germanus und Mauritius bezeichnet. Die Kirche erhielt dabei ein spätgotisches Querhaus und einen Chor. Sie war zudem von einer etwa 2 Meter hohen Ringmauer umgeben.
Beim Speyerer Stadtbrand von 1689 wurde die Kirche bis auf Turm und Umfassungsmauern niedergebrannt. Man setzte sie offenbar teilweise wieder für den Gottesdienst instand, denn es sind zwischen 1729 und 1798 Kirchenbücher der Moritzpfarrei vorhanden, für 1764 ist dort außerdem die Priesterweihe von Damian Hugo Philipp von Lehrbach durch den Speyerer Weihbischof Johann Adam Buckel belegt. Auch das Stift bestand bis zur Säkularisation weiter. Danach wurden seine Güter verpachtet und 1803 verkauft.
Um 1806 wurde das Gotteshaus gänzlich abgebrochen und an der Stelle der heutige Königsplatz angelegt, unter dem bis heute die Fundamente der Kirche liegen. 
Die Erinnerungen an dieses ehemalige Wahrzeichen der Bürgerstadt von Speyer sind heute im Historischen Museum der Pfalz ausgestellt. Auch sind noch Zeichnungen von dem einstigen Sakralbau erhalten.